# Palacio Sanguszko
El palacio Sanguszko es un edificio del siglo XVIII en ruinas en la ciudad de Iziaslav (Ucrania). De estilo barroco, en un principio fue diseñado por Paolo Fontana, pero la familia Sanguszko requirió más adelante las modificaciones del arquitecto Jakub Fontana. A finales del siglo XIX fue empleado por el Ejército Imperial Ruso y en el siglo XX por el Ejército soviético. Pasó a formar parte en 1999 del Registro estatal de monumentos inmuebles de Ucrania.

## Historia
En el siglo XVIII, durante la época de la República de las Dos Naciones, los terratenientes de Iziaslav eran la familia aristocrática Sanguszko. Las obras del edificio comenzaron en 1754 y finalizaron en 1770. La estructura en sí se completó a finales de la década de 1750, pero los trabajos en los acabados en el interior y exterior se alargaron al menos una década. El primer arquitecto a cargo de los planos fue el italiano Paolo Fontana, pero a Bárbara Sanguszko le disgustaron algunas de sus ideas y terminó por recurrir al arquitecto real Jakub Fontana. Al palacio se le añadió un patio que conectaba con el castillo Novozaslav, un edificio anterior que se encontraba al noreste.
A partir del XIX, Roman Damian Sangushko vendió el palacio al Ejército Imperial Ruso y se convirtió en un cuartel que alojaba talleres, estancias para los oficiales, una biblioteca y un comedor. Tras la revolución ucraniana (1917-1921), el complejo pasó a manos del Ejército soviético. En 1944 la estructura sufrió grandes daños a causa de los bombardeos de artillería del Ejército Rojo. Después de la Segunda Guerra Mundial, el palacio dejó de utilizarse y el equipo militar pesado destruyó las vigas y suelos de madera, que se usaron como calefacción. En la década de 1980 el edificio fue abandonado tras unas pequeñas renovaciones anteriores para alojar a regimientos militares. En 1999 se incluyó en el registro ucraniano de bienes inmuebles históricos.

## Arquitectura

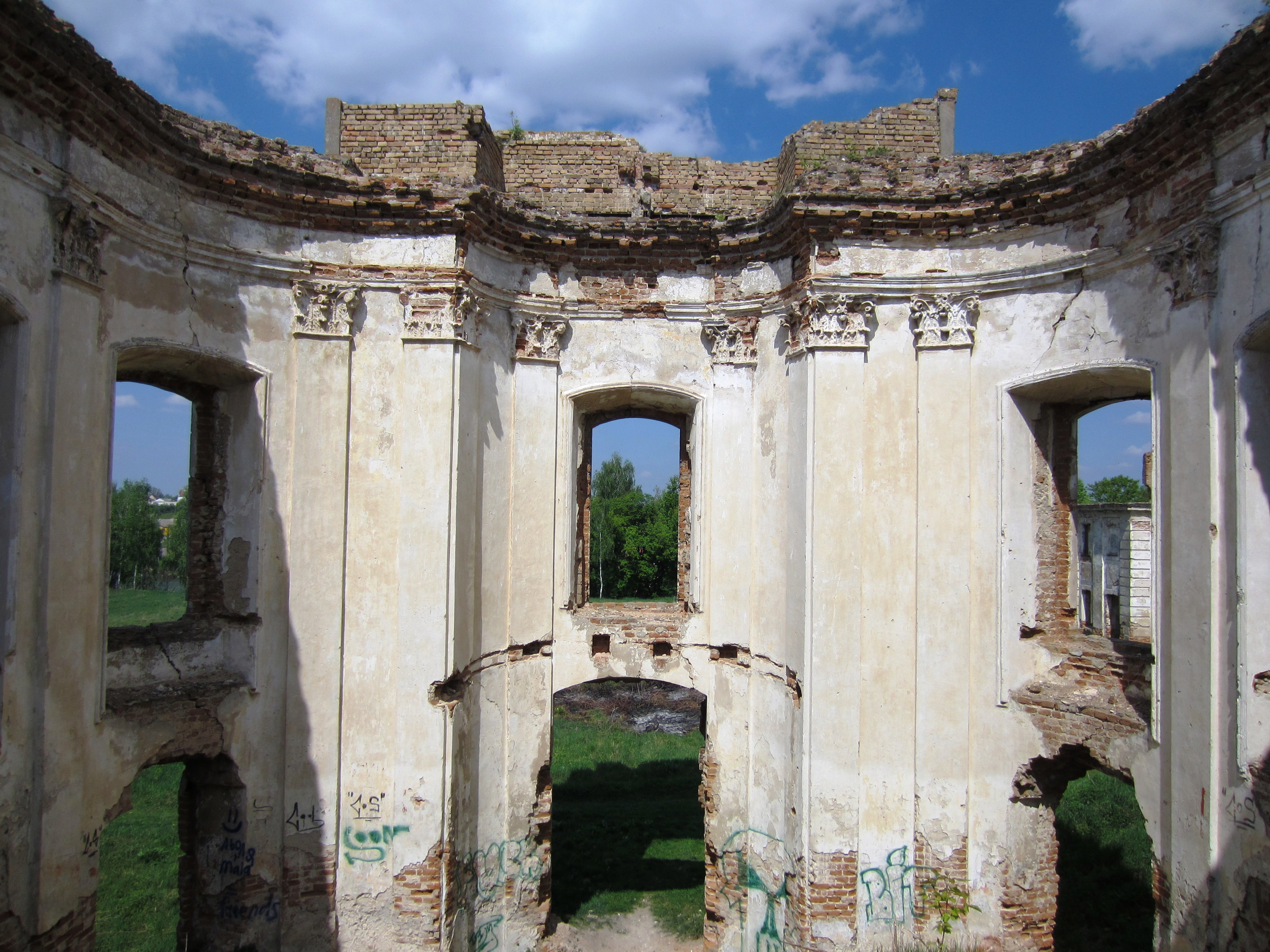
La sala ovalada desde el interior.

El palacio, de arquitectura barroca, es de ladrillo y cuenta con dos pisos, con esquinas perfiladas y un acabado arqueado que se perdió. Solía tener un techo abuhardillado, la primera planta estaba dividida por un pasillo y el segundo piso tenía arcos de cruz y techos de medio punto. Su elemento más característico era la sala central de planta ovalada y el avant-corps semicircular, decorado con un diseño escalonado de esquinas y ventanas flanqueadas por pilastras. Las fachadas están ornamentadas con alféizares y cornisas escalonadas. El interior presentaba retratos familiar, pinturas flamencas y una colección de grabados ingleses y polacos. El paramento de las habitaciones estaba decorado con papel pintado.